# Katalanisches Kulturbüro Frankfurt
Katalanisches Kulturbüro Frankfurt (Oficina Catalana de Frankfurt, KKF) és una oficina creada el 1988 a Frankfurt del Main per Tilbert Dídac Stegmann, dependent de la Deutsch-Katalanische Gesellschaft (DKG), i en la qual es va integrar el 1996, per tal d'organitzar a Alemanya cursets i conferències i edició de llibres de temàtica catalana a Alemanya.